# 片瀬由奈
片瀬 由奈（かたせ ゆな、1986年7月21日 - ）は、日本のAV女優。
高橋りお、三井紗也香、小西麻衣、西村沙利菜、松本亜紀などの芸名でも活動している。

## 出演作品

### アダルトビデオ
2006年
- 秋葉原素人生撮り ［17］ (プレステージ、2006年3月10日)

2007年
- 女子校生 輪姦遊戯 (大洋図書、2007年7月20日)

2008年
- 突然背後からJKに手コかれちゃった僕。 (アロマ企画、2008年1月19日)
- 新人AV女優育成塾 (NEXT GROUP、2008年1月20日)
- りお (無垢、2008年6月13日)
- 「ワザと看護師にせんずりを見せつけたらヤられるか？」 VOL.4 (DANDY、2008年10月23日)
- L@VE SCHOOL 3 (SODクリエイト、2008年11月29日)

2011年
- 奥様 ごちそうさまでした （2人目） (F&A、2011年7月21日)
- 素人四畳半生中出し 104 (プラム、2011年8月31日)
- 地方出身で都内の大学に通う激うぶ女子大生お嬢さんが超エッチなお仕事だらけの温泉旅館で生まれてはじめてのアルバイト。 (SODクリエイト、2011年9月8日)
- 男の妄想実現企画！ もしも新開発スグヌレールでマ○コが自然に発情したら… (STAR PARADISE、2011年9月20日)
- 独占！人の妻ワイドスペシャル あなたとはもうとっくに終わってるわ 夫だけが気づかない妻の心変わり  (アテナ映像、2011年9月30日)

### 映画
- 三十路妻 濃蜜な夜のご奉仕（2012年2月17日公開、オーピー映画）

## 参照
- 片瀬由奈(かたせゆな) プロフィール - AV女優情報 - DMM.R18